# Holmium(III)-bromid
Holmium(III)-bromid ist eine anorganische chemische Verbindung des Holmiums aus der Gruppe der Bromide.

## Gewinnung und Darstellung
Holmium(III)-bromid kann durch Reaktion von Holmium mit Bromwasserstoff gewonnen werden.
{\displaystyle \mathrm {2\ Ho+6\ HBr\longrightarrow 2\ HoBr_{3}+3\ H_{2}} }
Holmium(III)-bromid-hydrat kann durch Entwässerung mit Ammoniumbromid in das Anhydrat umgewandelt werden.

## Eigenschaften
Holmium(III)-bromid ist ein gelber stark hygroskopischer Feststoff mit einer Kristallstruktur vom Eisen(III)-bromid-typ.